# Quand parle la poudre
Ne doit pas être confondu avec Quand la poudre parle.
Pour plus de détails, voir Fiche technique et Distribution.
Quand parle la poudre (titre original : Town Tamer) est un film américain de Lesley Selander, sorti en 1965.

## Synopsis
En 1879, Condor, patron des tripots, engage un tueur pour éliminer Tom Rosser, shérif d'une petite ville du Kansas. Mais l'assassin rate sa cible et tue la femme de Rosser. Bien décidé à prendre sa revanche, le shérif démissionne de ses fonctions et part à la recherche de Condor. Mais au même moment, le maire et le médecin lui demandent de débarrasser la ville des hors-la-loi.

## Fiche technique
- Titre original : Town Tamer
- Réalisation : Lesley Selander
- Scénario : Frank Gruber, d'après sa nouvelle Town Tamer (1957)
- Musique : Jimmie Haskell
- Directeur de la photographie : W. Wallace Kelley
- Photographie : W. Wallace Kelley (en)
- Montage : George Gittens
- Producteur : A.C. Lyles (en)
- Société de production : A.C. Lyles Productions
- Société de distribution : Paramount Pictures
- Pays de production :  États-Unis
- Langue d'origine : anglais américain
- Genre : western
- Durée : 89 minutes
- Dates de sortie :
  - États-Unis : 7 juillet 1965 (New York)
  - Allemagne de l'Ouest : 14 octobre 1965
  - France : 4 mars 1966
- Affiche : Boris Grinsson (France)

## Distribution
- Dana Andrews (VF : Jean Michaud) : Tom Rosser
- Terry Moore (VF : Monique Thierry) : Susan Tavenner
- Pat O'Brien (VF : Michel Etcheverry) : juge Murcott
- Lon Chaney (VF : Fernand Fabre) : le maire Charlie Leach
- Bruce Cabot (VF : Louis Arbessier) : Riley Condor (Roland Candar en VF)
- Lyle Bettger (VF : Jacques Deschamps) : Lee (Louis en VF) Ring / shérif Les Parker
- Richard Arlen (VF : Jean Violette) : Dr Kent
- Barton MacLane (VF : Raymond Rognoni) : James « Jim » Fennimore Fell
- Richard Jaeckel (VF : Jacques Thébault) : le shérif adjoint Johnny Honsinger
- Philip Carey : Jim Akins
- Sonny Tufts : Carmichael
- Coleen Gray (VF : Bernadette Lange) : Carol Rosser
- DeForest Kelley (VF : Gabriel Cattand) : Guy Tavenner
- Jeanne Cagney (VF : Héléna Manson) : Mary Donley
- Don Red Barry (VF : Georges Atlas) : « Tex »
- Tom Steele (VF : Jacques Hilling) : Ken
- Roger Torrey (VF : Henry Djanik) : Mike Flon (Mike Flynn en VF)
- James Brown (VF : Alain Nobis) : Davis
- Richard Webb (VF : Pierre Fromont) : Kevin